# TwynstraGudde
TwynstraGudde is een Nederlands organisatie-adviesbureau. Het hoofdkantoor is gevestigd in het stationsgebied in Amersfoort. Er is ook een vestiging in Den Haag. Het bedrijf adviseert zowel het bedrijfsleven als de publieke sector. 
Naast adviesgroepen op het gebied van veiligheid, diversiteit, mobiliteit, digitalisering, duurzaamheid, energie, financiën en gezondheid, kent Twynstra Gudde twee aparte organisatie-onderdelen, die Humanex en OchtendMensen worden genoemd. Er bestaat een strategisch partnership met Cordence Worldwide, een internationale groep van onafhankelijke adviesbureaus.

## Geschiedenis
TwynstraGudde is in 1964 opgericht in Deventer door Andries Twijnstra en Arie Gudde als "Raadgevend Bureau Dr.Ir. A. Twijnstra, adviseurs voor de bedrijfsorganisatie in de bouwnijverheid".
In 1968 ging het bedrijf naar de beurs onder de naam "Twijnstra en Gudde". In 1973 werd de rechtsvorm gewijzigd van maatschap naar naamloze vennootschap. In 1988 vond er een medewerkers buy-out plaats, de organisatie komt hiermee in handen van de medewerkers.
In 2002 was de Twynstra Group het zes-na-grootste consultancybedrijf in Nederland, na Capgemini, EY, PricewaterhouseCoopers, KPMG, Deloitte, en Accenture, en net iets groter dan de Berenschot Group. In 2010 telde het bedrijf ongeveer 550 werknemers en behaalde het een omzet van 70 miljoen euro.

## Bekende betrokkenen
Bekende werknemers en oud-werknemers, naast de oprichters Andries Twijnstra en Arie Gudde, zijn onder andere: Micky Adriaansens, Roel Bekker, Theo Bemelmans, Ina Brouwer, Léon de Caluwé, Doede Keuning, Ageeth Telleman, Antoinette Vietsch en Mathieu Weggeman.